# Калланетика
Калланетика (англ. Callanetics — от имени основателя + суффикс etics) — это комплекс гимнастических упражнений, разработанный американкой Кэллан Пинкни (en:Callan Pinckney, 1939—2012). Это система комплексных статических упражнений, направленных на сокращение и растяжение мышц.
Калланетика — коммерческий продукт (франчайзинговая компания), представляющий собой переработанную под американского потребителя йогу. Пик популярности калланетики пришёлся на 1970-е годы, а в конце 1980-х сошёл на нет. Нынешняя её популярность — новый взгляд на метод с точки зрения физиологии. 

## История создания
Кэллан Пинкни разработала калланетику в начале 1960-х годов, когда вернулась в Нью-Йорк после одиннадцатилетнего путешествия по всему миру.
Кэллан опубликовала ряд книг и учебных фильмов, посвященных калланетике. Калланетика защищена двумя торговыми марками.
В начале 1990-х была основана франчайзинговая компания Callanetics Franchise Corporation, существовавшая до 1999 года.
После смерти Кэллан в 2012 году продолжаются судебные разбирательства за право использования торговой марки, изображений и имени Кэллан, авторские права, продукты и услуги в области «калланетики».

## Преимущества калланетики
Калланетика — это комплекс из 29 статических упражнений, в основе которых лежат йоговские асаны. Во время выполнения этих упражнений задействуются все мышцы одновременно, а при регулярных занятиях происходит ускорение обмена веществ, поэтому занятия калланетикой — эффективный и быстрый способ коррекции фигуры. Кроме того, этот комплекс упражнений может помочь в борьбе с остеохондрозом, болями в шейном и поясничном отделах позвоночника.
Заниматься по этой системе можно как в фитнес-клубе, так и дома: для этого не нужно специального оборудования, а травматичность из-за отсутствия резких движений сведена к минимуму. По словам Каллан Пинкней, на начальном этапе нужно заниматься три раза в неделю по часу в день, затем, когда эффект станет визуально заметен (а это произойдет буквально через пару недель занятий), количество тренировок можно снизить до двух. После получения необходимого результата время занятий можно сократить до одного часа в неделю. Необязательно, чтобы это была одна тренировка: её можно разделить на 3-4 занятия длительностью по 15-20 минут.

## Противопоказания
Несмотря на кажущуюся простоту калланетики, чрезмерное увлечение этой системой может привести к тяжелым последствиям для здоровья. Нужно помнить, что этот комплекс упражнений предназначен в первую очередь для людей, привыкших к регулярным физическим нагрузкам. Тем, кто ранее не увлекался фитнесом и спортивными занятиями вообще, нужно разумно дозировать нагрузку.
Существует и ряд противопоказаний: заболевания сердечно-сосудистой системы, бронхиальная астма. Тем, у кого есть проблемы со зрением или с позвоночником, а также тем, кто недавно перенес инфекционное заболевание, перед началом занятий калланетикой необходимо проконсультироваться с врачом.